# Henry-Vahl-Park
Der Henry-Vahl-Park im Hamburger Stadtteil Eimsbüttel ist eine kleine Grünanlage. Der Park befindet sich zwischen dem Heußweg und der Emilienstraße parallel zur Wiesenstraße und hat eine Fläche von etwa 3200 Quadratmetern. Der Park ist benannt nach dem 1977 verstorbenen Volksschauspieler Henry Vahl, der in der Nähe wohnte.
Zwischen den umgebenden Häusern erstreckt sich der kleine Park zwischen dem Heußweg und der Emilienstraße der Länge nach und bietet so einen Durchgang zwischen den beiden Straßen. Am Eingang am Heußweg befindet sich neben einem Metallgitter ein kleiner Findling mit dem Namen des Schauspielers. Ein einzelner Weg führt durch die Grünanlage, an dem sich Bänke und ein Picknickplatz befinden. Einen richtigen Spielplatz gibt es nicht, ein einzelnes Klettergerät mit Rutsche befindet sich am Eingang Heußweg. Gegenüber auf einer kleinen Kiesfläche befinden sich zwei größere Natursteine mit eingeritzten Symbolbildern aus dem Tierreich. Links und rechts des Weges befinden sich schmale Grünstreifen. Bäume, darunter Apfelbäume, bieten Schatten. Am Eingang Emilienstraße befindet sich eine Kindertagesstätte.
Der Park ist nur wenige Gehminuten vom U-Bahnhof Osterstraße entfernt und ist barrierefrei. Eine Hundewiese ist nicht ausgeschildert.